# ريتا كوينتيرو
ريتا كوينتيرو (بالإنجليزية: Rita Quintero)‏ هي مدربة صوتي ومغنية أمريكية، ولدت في 1962 في ميامي في الولايات المتحدة.

## وصلات خارجية
- ريتا كوينتيرو على موقع ميوزك برينز (الإنجليزية)
- ريتا كوينتيرو على موقع ديسكوغز (الإنجليزية)